# Blackstone River (Peel River)
Der Blackstone River (black stone englisch für „schwarzes Gestein“) ist der rechte Quellfluss des Peel River im kanadischen Yukon-Territorium.

## Flusslauf
Der Blackstone River entspringt in der Cloudy Range, einem Gebirgszug der Ogilvie Mountains. Seine Quelle liegt westlich des Mount Frank Rae im Tombstone Territorial Park. Der Blackstone River durchfließt den Tombstone Territorial Park in nördlicher Richtung. Bei Flusskilometer 173, am Campingplatz Chapman Lake, trifft der East Blackstone River von rechts auf den Fluss. Ab hier verläuft über eine Strecke von 55 km der Dempster Highway entlang dem Blackstone River. Bei Flusskilometer 116 zweigt der Dempster Highway nach Westen ab. Der Blackstone River fließt in nordnordöstlicher Richtung. Dabei durchschneidet er mehrere Gebirgszüge im Nordosten der Ogilvie Mountains sowie der East Nahoni Mountains. Schließlich erreicht der Fluss das Porcupine Plateau, wo er sich mit dem von Westen kommenden Ogilvie River zum Peel River vereinigt. Der Blackstone River hat eine Länge von 250 km.

## Hydrometrie
Bei Flusskilometer 163 befindet sich auf Höhe des Chapman Lake Aerodrome ein Abflusspegel (⊙). Der gemessene mittlere Abfluss (MQ) beträgt 9,71 m³/s (1984–1994, 2005–2019). Das zugehörige Einzugsgebiet umfasst eine Fläche von 5410 km².
Im folgenden Schaubild werden die mittleren monatlichen Abflüsse des Blackrock River für die Messperiode 1984–1994, 2005–2019 am Pegel Chapman Lake Aerodrome in m³/s dargestellt.

## Kanu-Touren
Es werden mehrwöchige Kanutouren auf dem Blackstone River und weiter flussabwärts auf dem Peel River angeboten. Der Vorteil des Blackstone River liegt an seiner leichten Erreichbarkeit (per Auto) über den Dempster Highway. Die Paddelstrecke auf dem Fluss bis zur Mündung beträgt ungefähr 140 km.